# Лудовець
Лудовець (пол. Ludowec) — гірський потік в Україні, у Верховинському районі Івано-Франківської області на Гуцульщині. Правий доплив Чорного Черемошу, (басейн Дунаю).

## Опис
Довжина потоку приблизно 4,34 км, найкоротша відстань між витоком і гирлом — 3,77  км, коефіцієнт звивистості потоку — 1,15 . Формується багатьма безіменними гірськими струмками. Потік тече у гірському масиві Покутсько-Буковинських Карпатах (зовнішня смуга Українських Карпат).

## Розташування
Бере початок біля гори Мале Стопне (1246 м). Тече переважно на північний захід поміж горами Скупова (1579,3 м) та Людовець (1321,9 м) через хвойний ліс і на висоті 788,4 м над рівнем моря у селі Зелене впадає у річку Чорний Черемош, ліву притоку Черемошу.

## Цікавий факт
- На гірський потік розповсюджується Літологія і золотоносність.